# یوهان براینیل
یوهان بروینل (آلمانی: Johan Bruyneel؛ زادهٔ ۲۳ اوت ۱۹۶۴) دوچرخه‌سوار اهل بلژیک است.